# تحويلة بابية أجوفية

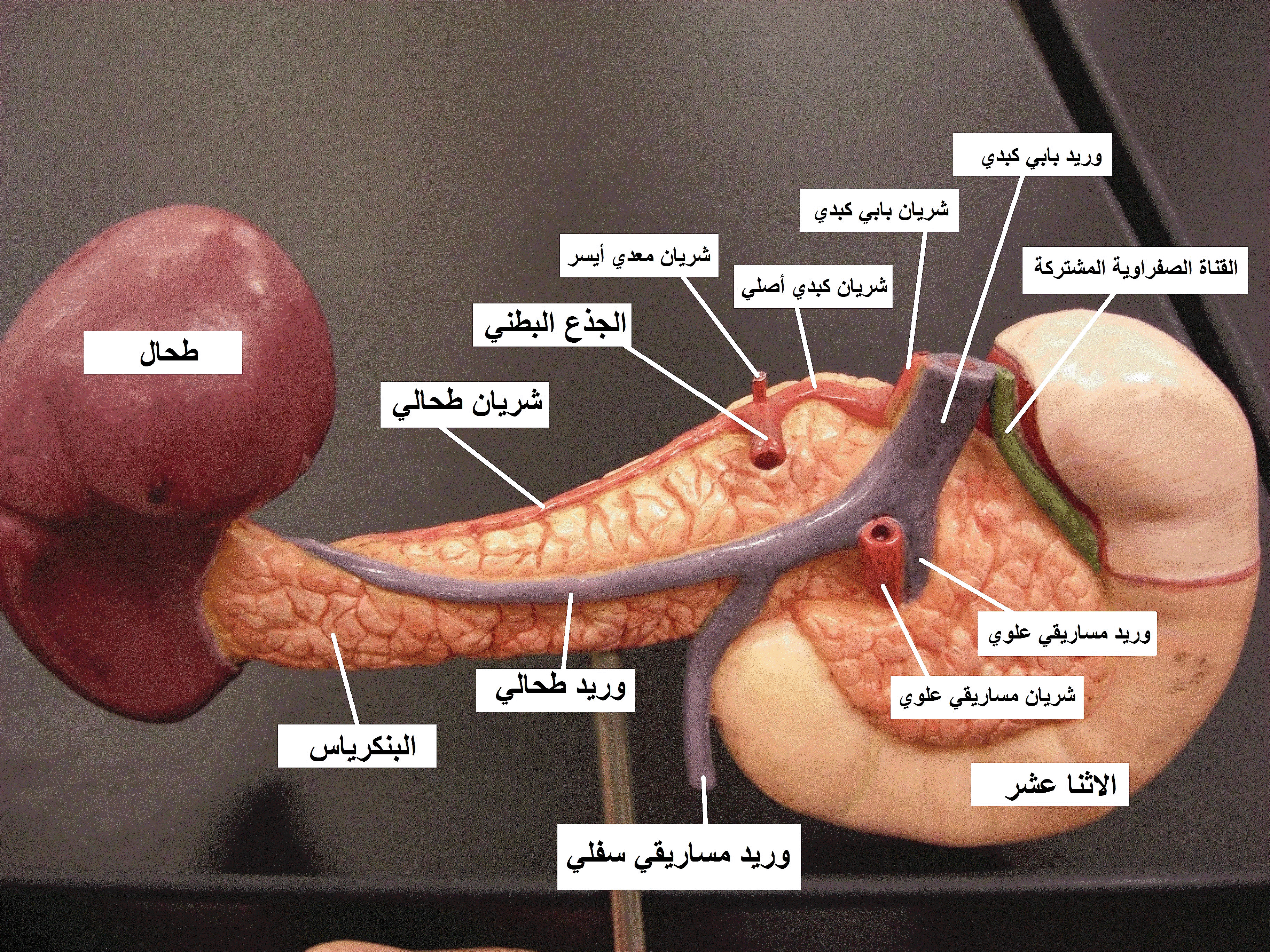
الوريد البابي portal vein الظاهر في الصورة، يحمل 75% من الدم إلى الكبد.

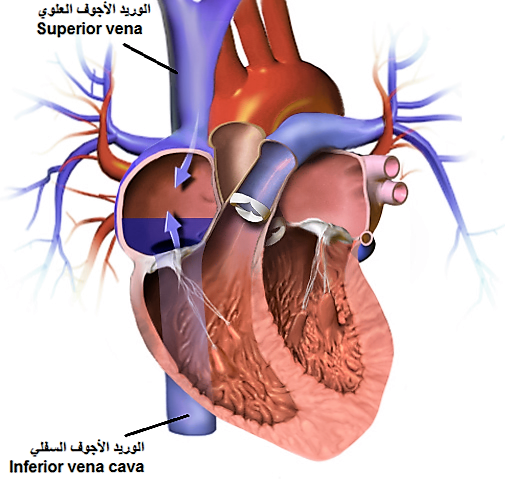
الوريد الأجوف السفلي inferior vena cava هو ذلك الوريد الكبير المبين باللون الأزرق الصاعد من أسفل الرسم، والمبين بسهم أزرق متجه لأعلى.

التحويلة البابية الأجوفية (بالإنجليزية: Portacaval shunt)‏ أو (بالإنجليزية: portal caval shunt)‏ هي علاج لارتفاع ضغط الدم يتم في الكبد، وذلك بتوصيل الوريد البابي (الذي يحمل 75% من الدم إلى الكبد) بالوريد الأجوف السفلي المسئول عن تصريف الدم من الثلثين الأسفلين من جسم الإنسان.

## أسبابارتفاع ضغط الدم البابي
الأسباب الأكثر شيوعًا من أمراض الكبد التي تؤدي إلى ارتفاع ضغط الدم البابي هي:
1. تليف الكبد الناجم عن تعاطي الكحول.
2. التهاب الكبد الفيروسي (التهاب الكبد B وC).

الأسباب الأقل شيوعًا تشمل الأمراض مثل:
1. داء ترسب الأصبغة الدموية (فرط حمل الحديد).
2. تليف الكبد الصفراوي الابتدائي (PBC).
3. تجلط الوريد البابي.[بحاجة لمصدر]

## المخاطر
بعد إجراء التحويلة، كثيرًا ما يتطور لدى مرضى التليف الكبدى: اعتلال الدماغ الكبدي (بالإنجليزية: Hepatic encephalopathy)‏ (HE)،  مما يؤدي في بعض الأحيان إلى الغيبوبة.
قد يرجع ارتفاع خطر الإصابة باعتلال الدماغ الكبدي نتيجة زيادة امتصاص الأمعاء للمواد المسببة لاعتلال الدماغ (بالإنجليزية: encephalopathogenic)‏ بالترافق مع انخفاض تدفق الدم إلى الكبد.

## وصلات خارجية
- Portacaval+shunt في المكتبة الوطنية الأمريكية للطب نظام فهرسة المواضيع الطبية (MeSH).